# Jules Mikhael Al-Jamil
 Jules Mikhael Al-Jamil , né le 18 avril 1938 à  Qaraqosh (Irak), et mort le 3 décembre 2012 à Rome, est un prélat  irakien de l'Église catholique syriaque.

## Biographie
Jules Mikhael Al-Jamil rejoint très jeune le monastère de Mar Behnam ; il est ordonné prêtre en 1964. En 1986, il est nommé évêque auxiliaire d'Antioche et archevêque titulaire de Tagritum (de). Al-Jamil est procurateur à Rome du patriarcat d'Antioche, visiteur apostolique de l'église catholique syriaque en Europe occidentale et pasteur de  "Santa Maria della Concezione in Campo Marzio".

## Sources
- Profil sur Catholic hierarchy